# Maïs doux

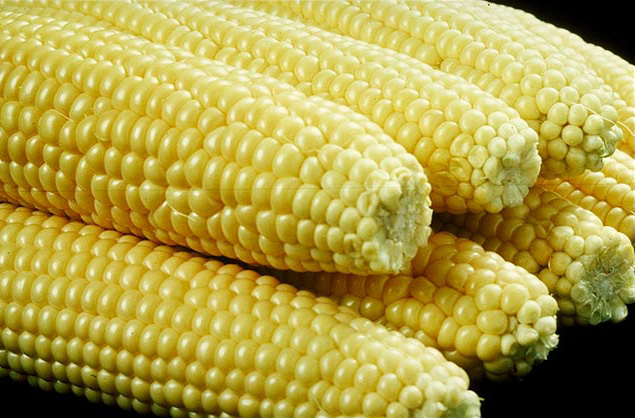
Épis nus de maïs doux.

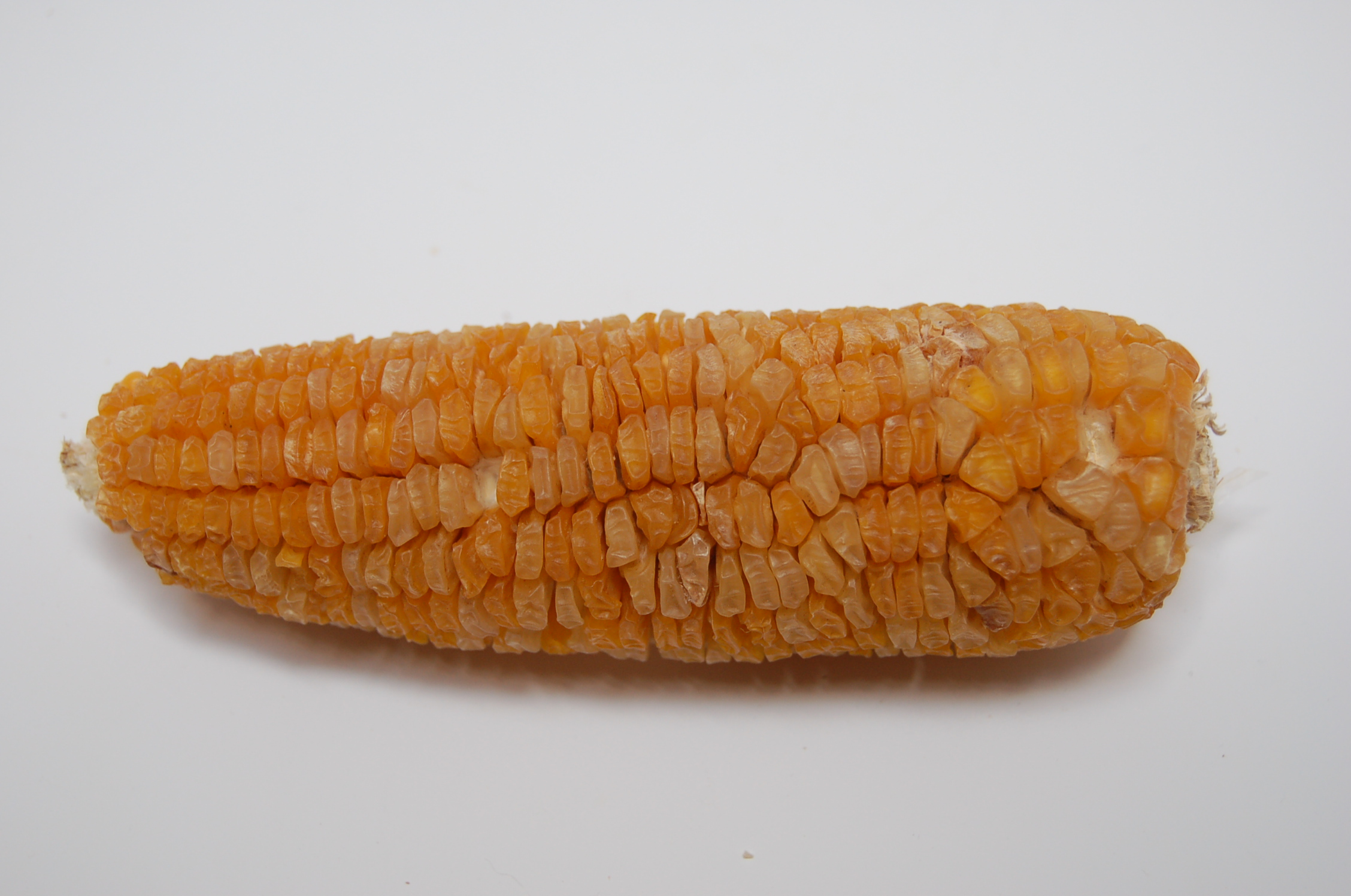
On reconnait les grains de maïs doux au fait qu'ils se fripent lorsqu'ils arrivent à maturité car ils contiennent de la dextrine et non de l'amidon. Mais ces grains ne s’abîment pas pour autant et peuvent être resemés la saison suivante.

Le maïs doux, ou maïs sucré (Zea mays L. convar. saccharata Koern.), est une variété de maïs (Zea mays), cultivée spécifiquement pour sa teneur élevée en sucre.
On en connaît de nombreux cultivars.
Le maïs doux résulte d'une mutation récessive d'origine naturelle dans les gènes qui commandent la conversion du sucre en amidon dans l'endosperme du grain de maïs. Contrairement aux variétés de maïs de grande culture, qui sont récoltées lorsque les grains sont secs et mûrs (stade vitreux), le maïs sucré est cueilli avant maturité complète (au stade laiteux) et préparé et consommé comme un légume, plutôt qu'en grains. Étant donné que le processus de maturation consiste à convertir le sucre en amidon, le maïs doux se conserve mal et doit être consommé frais, en conserve ou congelé, avant que les grains ne deviennent durs et féculents.
Le maïs doux est communément appelé sweet corn dans les pays anglo-saxons. Au Brésil, on l'appelle milho verde, c'est-à-dire maïs vert.

## Description
Le fruit d'un plant de maïs doux est le grain, qui est pour les botanistes un caryopse.
L'épi est constitué par le regroupement de plusieurs centaines de grains sur l'axe central, la « rafle ». L'épi est étroitement enveloppé de feuilles modifiées appelées « spathes ».
Les « soies » sont de longs filaments qui émergent des spathes et qui sont les styles des fleurs pistillées. Il convient de retirer à la main les spathes et les soies pour faire cuire l'épi, mais pas pour le faire rôtir.

## Utilisation
Le maïs doux est couramment consommé comme légume, plutôt que comme grain de céréale. Les épis sont cueillis un peu moins d'un mois après la floraison femelle en leur état « tendre ») avant que les grains ne mûrissent trop et se chargent en amidon. Ils sont à consommer (ou à congeler) relativement rapidement. Les grains sont bouillis ou cuits à la vapeur et consommés comme mets d'accompagnement, parfois avec du beurre ou du sel, et sont quelquefois employés comme garniture de pizza (en particulier au Royaume-Uni). L'épi de maïs doux peut aussi se consommer entier, après avoir été bouilli, cuit à la vapeur ou grillé ; on peut alors manger les grains en mordant directement dans l'épi ou les détacher avec un couteau et les servir dans une assiette avec du beurre.
Dans la cuisine chinoise, et de plus en plus dans d'autres types de cuisines, l'épi est cueilli très jeune, quand la rafle est encore tendre, et qu'il mesure moins de cinq centimètres de long, et consommé entier. Le maïs utilisé à cette fin est souvent appelé « mini-maïs ».
Le maïs doux peut aussi se consommer sous la forme de grains secs, que l'on laisse mûrir sur la plante. Les grains, détachés de la rafle, peuvent se cuisiner à l'huile, et contrairement au maïs éclaté ils grossissent jusqu’à atteindre le double de leur taille originale. On peut également préparer avec cette plante une soupe, appelée soupe de maïs doux.

## Histoire botanique
L'origine du maïs doux est sujet à débats. Il serait apparu spontanément vers l'an 1000 dans les champs de maïs denté de Bolivie ou du Pérou par suite d'une mutation récessive du gène su qui régit la conversion du glucose en amidon. Le maïs doux a d'abord été transmis aux immigrants européens en Amérique du Nord par les Amérindiens (probablement des Iroquois) vers 1779. Les Indiens en cultivaient peu car le maïs doux se conserve mal et sa douceur est assez brève car le sucre se transforme vite en amidon si on dépasse la bonne date de récolte (soit 20 à 25 jours après la date de floraison femelle).
Depuis cette époque des centaines de cultivars ont été sélectionnés ; cependant la transformation rapide en amidon a toujours été un problème pour la conservation du maïs doux.
La production commerciale au cours du XXe siècle a vu la montée des mutants se (sugary enhanced), qui sont plus adaptés pour la vente en local à l'état frais, et dans les années 1950, on a isolé le gène sh2 (shrunken-2) qui minimise la production de l'enzyme qui convertit le sucre en amidon, la retardant parfois de plus d'une semaine.

## Génétique
Les gènes Sugary (su-1), Sugary enhanced (se), Shrunken (sh2) et Brittle (bt) sont les gènes récessifs qui font que le maïs doux produit une plus grande quantité de sucre (10 à 44 % contre 3,5 % pour le maïs non doux) avant de le transformer en amidon.
Si on croise un maïs doux (donc porteur des gènes récessifs su-1, se et sh2) avec un maïs non doux (donc porteur des gènes dominants Su-1, Se et Sh2), on obtient obligatoirement un maïs non doux, raison pour laquelle on doit isoler les cultures de maïs doux de celles des autres types de maïs.
Le gène su est sur le chromosome 4, le se est sur le chromosome 2, le sh2 sur le chromosome 3 et le gène y de la couleur du grain sur le chromosome 6.
La qualité d'un maïs doux provient de plus de 30 caractères génétiques qu'il est très difficile de rassembler. Tous les grains fripés sont sucrés mais un grain issu d'un croisement non contrôlé pourra donner un épi avec des grains à peau trop épaisse ou avec un mauvais goût.

### Gène standard (su-1)
Le gène su-1, pour "sugary-1 type" (type sucré 1) est un gène récessif. Il faut donc que la variété soit homozygote pour que l'épi donne des grains qui contiennent de l'amidon et entre 9 et 16 % de sucre (contre 4 % en moyenne pour un maïs standard). Ce gène permet en effet une accumulation de phytoglycogène plutôt que d'amidon.
Les su sont assez rustiques et germent bien en zones froides. Leurs grains sont les plus tendres mais ils perdent leur douceur assez rapidement après la période de récolte (sauf si on les met au frais).
Les variétés les plus connues sont Golden Bantam (Jaune, 80 jours), Iochief (jaune, 80, 1951 AAS winner), Jubilee (Jaune, 81), Silver Queen (Blanc, 92), Country Gentleman (Blanc, 92, type shoepeg).

### Gène Sugary enhanced (se)
Le gène se, pour "sugary enhanced" (amélioré en sucre), a été développé à l'université de l'Illinois dans les années 50. Il donne plus de sucre (14-35 %) que le gène su-1 mais les grains sont moins tendres que les su-1. Ces variétés restent sucrées jusqu'à 4 jours après leur récolte, ce qui en fait un bon choix pour les jardiniers amateurs.
Les variétés les plus connues sont Maple Sweet (jaune, 70 jours), Bodacious (jaune, 75), Tuxedo (75), Peaches & Cream (blanc et jaune, 83), Kandy Korn (89).
La mention se+ indique que la variété est homozygote (issue de 2 parents se) donc plus sucrée (22 à 35 % de sucre dans les grains) que les variétés se hétérozygotes. Se sans précision sous entend que la variété est hétérozygote. Dans ce cas, la variété contient également le gène su et les épis contiennent donc 25 % de grains se homozygotes et 75 % de grains su, ce qui donne un épi moins sucré (14 à 22 % de sucre dans les grains).
Si on souhaite ressemer des grains sucrés homozygotes, ils sont reconnaissables au fait qu'ils se fripent plus tard et plus intensément que les non-homozygotes (puisqu'ils contenaient plus de solution sucrée - WSP - qui s'est donc plus évaporée) et qu'ils se regonflent bien après 12 à 48h de trempage dans l'eau.

### Gène SuperSweet (sh-2)
Le gène sh-2, pour shrunken 2 (fripé 2), aussi appelé supersweet, donne des grains contenant de 28 à 44 % de sucre. C'est donc le maïs doux le plus sucré. Il est appelé shrunken car les grains sont fripés (shrunken) si on les laisse aller à maturité. Ces variétés ont besoin d'un sol chaud pour une bonne germination, ce qui limite leur zone de culture. Ces variétés restent sucrées jusqu'à 10 jours après leur récolte mais leurs grains sont jugés trop durs pour leurs détracteurs alors que les amateurs les trouvent croustillants.
Les variétés les plus connues sont Early Xtra Sweet (jaune, 70 jours, 1971 AAS winner), Honey ‘N Pearl (bicolore, 78, 1988 AAS winner), Illini Gold (jaune, 79) et How Sweet It Is (blanc, 85 jours).

### Gène synergistique (sy)
Pour des climats plus froids, certains fournisseurs de graines proposent un quatrième type de maïs doux, sous le nom de sy (pour synergistic) ; ces variétés de maïs mélangent les caractéristiques des su, se et sh2 et (lorsqu'elles sont homozygotes pour ces 3 gènes comme la variété Miraï par exemple) ne nécessitent pas de mesures d'isolement. Sinon, il faut éviter de cultiver des su près de sh2 en raison d'interaction enzymatique. En effet, le gène Sh2 code une enzyme (ADP-glucose-pyrophosphorylase) qui "prépare" les oses avant leur polymérisation. Si le gène sh2 est homozygote, la cellule n'a pas la possibilité de synthétiser des polyoses tels que l'amidon ou des polysaccharides solubles dans l'eau (WSP : water soluble polysaccharides). Donc le gène su1 ne peut pas agir sur la synthèse de l'amidon.
Les SY ont la tendresse et le parfum des variétés SE avec la teneur en sucre et les capacités de stockage des SH2.
Les variétés les plus connues sont Applause (jaune, 72 j), Honey Select (jaune, 79 j, 2001 AAS winner), Montauk (bicolore, 80), Serendipity Triple sweet (bicolore, 82 j).

## Culture
Tous les gènes régissant la teneur en sucre (su, se, sh2) sont récessifs. Les cultures de maïs doux doivent donc être isolées des autres variétés de maïs ayant les mêmes périodes de floraison,. Cela permet d'éviter toute pollinisation croisée et la montée de l'amidon qui en résulte (donnant au maïs un goût désagréable). Selon diverses sources, les distances de séparation minimum vont de 30 à 120 m.
Actuellement, très peu de variétés traditionnelles de maïs doux sont cultivées. Pratiquement toutes les variétés cultivées commercialement sont des hybrides.
Ces maïs nécessitent entre 65 et 100 jours pour arriver à maturité. La majorité sont jaunes ou blancs même s'il existe des maïs doux bleus ou rouges.

### Stade de récolte
Le stade optimum pour récolter le maïs doux est très important. On le récolte généralement quand les derniers grains ne sont pas encore très jaunes et que les grains sont brillants et non encore ridés soit 20 à 25 jours après la pollinisation de la fleur femelle (on parle parfois de DAP = "Days After Pollination" aux États-Unis). Récolté trop tôt, le maïs doux n’a pas la couleur et le taux de sucre maximum. Récolté trop tard, le sucre se transforme en amidon et la peau devient dure.
Tout de suite après la récolte, il convient de faire bouillir 4 minutes les épis pour fixer le taux de sucre.
Tous les maïs doux deviennent fripés comme des raisins secs si on les laisse pousser jusqu'à pleine maturité. Les mutations génétiques du maïs doux limitent la transformation du sucre de la photosynthèse en amidon. Lorsque l'eau sucrée qui remplissait le grain se transforme en eau amidonnée puis s'évapore, l'amidon restant n'est pas suffisant pour remplir le grain formé qui se fripe donc.

## Facteurs environnementaux
Historiquement divers pesticides ont été employés dans la culture du maïs, notamment lorsque la finalité était la consommation par l'homme (plutôt que la production de bioéthanol). Dans les cas où on a employé du DDT, substance chimique persistant dans le sol, des concentrations résiduelles de DDT et de produits dérivés de sa décomposition ont été mesurés dans le sol des années après que la production de maïs a cessé dans les parcelles concernées. Ces concentrations résiduelles sont très variables et dépendent du type de sol, des précipitations, de la topographie, de l'importance des doses de pesticide employées ainsi que d'autres facteurs. Dans une étude dans le Comté de Santa Clara (Californie), des niveaux de résidus de DDT dans les 50 premiers centimètres du sol ont été chiffrés dans l'intervalle de 0,2 à 6,8 parties par million (Earth Metrics, 1989).